# Bottrop
Bottrop este un oraș în landul Renania de Nord-Westfalia, Germania. 